# Lobelia dressleri
Lobelia dressleri là loài thực vật có hoa trong họ Hoa chuông. Loài này được Wilbur mô tả khoa học đầu tiên năm 1974.